# Haopterus
Haopterus fue un género de pterosaurio pterodactiloide ornithoqueírido de edad del Barremiense al Aptiense (Cretácico Inferior) hallado en la formación Yixian de Liaoning, en China. 
El género fue nombrado en 2001 por Wang Xiaolin y Lü Junchang. La especie tipo es Haopterus gracilis. El nombre del género honra al profesor Hao Yichun combinando su nombre con el término griego latinizado pteron, "ala". El nombre de la especie, "grácil" o "delgado" en latín, se refiere a la condición de los metatarsos.
El género está basado en el holotipo IVPP V11726, un fósil aplastado hallado en 1998 en la localidad de Sihetun. La capa en la que fue descubierto ha sido datada por argón en una edad de 124,6 millones de años. Fue el primer fósil de pterosaurio chino que preservaba el cráneo. El fósil consiste en la mitad frontal de un individuo subadulto, incluyendo el cráneo, la mandíbula inferior, la cintura escapular, el esternón, brazos, vértebras cervicales y dorsales, un isquion parcial y metatarsos. 
El cráneo tiene una longitud de 145 milímetros y carece de cresta. El hocico es aguzado pero redondeado. El maxilar y el premaxilar están completamente fusionados y no poseen uturas visibles. la abertura craneal nasopreorbital es alargada y elíptica con una longitud de cuatro centímetros, 27,6% de la longitud total craneal. La mandíbula inferior tiene una longitud de 128 milímetros. En el frente de dos tercios de los alargados dientes están presentes. Tenía doce pares de dientes tanto en la mandíbula superior como en la inferior. Los dientes son robustos, afilados y puntiagudos, curvándose hacia atrás. Hacia el frente estos gradualmente incremento su longitud y apuntaban más hacia el frente. Los primeros tres pares en el premaxilar son muy pequeños; los descriptores asumieron que éstos eran dientes de reemplazo, recientemente erupcionados.
La parte posterior del cráneo y las vértebras están bastante aplastados, obscureciendo muchos detalles. Se preservan ocho vértebras dorsales, con una longitud total de 52 milímetros. El esternón tenía forma de abanico con una quilla prominente. Las alas son de constitución robusta; el cúbito mide 101 milímetros de largo y es mayor que el metacarpo del ala que tiene una longitud de 89 milímetros. La envergadura del espécimen tipo fue estimada en 1.35 metros. En comparación los miembros posteriores son mucho más débilemente constituidos, y el metatarso tenía una longitud de solo diecisiete milímetros.  
Los autores concluyeron que sus delgadas patas traseras lo harían forzosamente un cuadrúpedo cuando se movía en tierra, sugiriendo un estilo de vida piscívoro como un planeador especializado.
Haopterus fue clasificado por Wang como un miembro de la familia Pterodactylidae, mayormente por la combinación de los dientes robustos y la carencia de cresta craneal. Sin embargo, en 2006 un análisis cladístico hecho por Lü mostró que era un miembro basal de los Ornithocheiridae.